# Zalissa stichograpta
Zalissa stichograpta là một loài bướm đêm trong họ Noctuidae.